# Otto Stückrath
Otto Stückrath (* 17. Dezember 1885 in Hahnstätten; † 13. Januar 1968 in Wiesbaden) war ein deutscher Lehrer und Volkskundler.

## Werdegang
Stückrath unterrichtete ab dem Jahr 1905 in Bretthausen (Westerwald), später in Oberauroff. Im Jahr 1910 kam er nach Biebrich. Er war Mitglied der SPD und Stadtverordneter. Politische Gründe führten im Jahr 1941 zu seiner Suspendierung. In den Jahren 1944/45 war er im KZ Dachau inhaftiert. Nach Kriegsende war er Schulrektor, im Jahr 1947 trat er in Pension.
Stückrath erwarb sich Verdienste um die Erhaltung des Märchengutes und des Volksliedes. Er war Leiter der Volksliedsammelstelle in Frankfurt am Main und Nassau sowie Herausgeber der Hessen-Nassauischen Bücherei. Zudem war er Mitbegründer der Kriegerheimstättensiedlung „Im Rosenfeld“ in Wiesbaden.

## Gedenken
Im Jahr 1971 wurde nach Otto Stückrath eine Grundschule im damals entstandenen Neubaugebiet Parkfeld in Wiesbaden-Biebrich benannt.

## Ehrungen
- 1953: Verdienstkreuz (Steckkreuz) der Bundesrepublik Deutschland
- 1960: Goethe-Plakette[2]
- 1961: Ehrendoktor der Justus-Liebig-Universität Gießen